# Kvalifikacije za prvenstvo Jugoslavije u nogometu 1939.
Prednatjecanje za prvenstvo Jugoslavije u nogometu 1939. ili Kvalifikacije za Nacionalnu ligu 1939. trebalo je bilo izlučno nogometno natjecanje za završnicu državnog prvenstva 1939./40. koju je organizirao Jugoslavenski nogometni savez.

## Sudionici
U sklopu kvalifikacija trebalo se natjecati 14 klubova, ujedno osvajača podsaveznih prvenstava.

Očekivalo se da će pobjednik napredovati u državno prvenstvo 1939./40., dok će se finalist sučeliti sa Zemunom (pretposljednjom momčadi u državnom prvenstvu 1938./39.) kako bi se odredila posljednja momčad lige.
| Podsavez      | Prvenstvo | Prvak         | Grad       |
| ------------- | --------- | ------------- | ---------- |
| Beogradski    | 1938./39. | Čukarički SK  | Beograd    |
| Zagrebački    | 1938./39. | HŠK Concordia | Zagreb     |
| Splitski      | 1938./39. | JRSK Split    | Split      |
| Ljubljanski   | 1938./39. | SSK Maribor   | Maribor    |
| Sarajevski    | 1938./39. | RŠK Velež     | Mostar     |
| Subotički     | 1938./39. | ŽAK Subotica  | Subotica   |
| Osječki       | 1938./39. | BATA SK       | Borovo     |
| Skopski       | 1938./39. | SSK Skoplje   | Skoplje    |
| Novosadski    | 1938./39. | SK Vojvodina  | Novi Sad   |
| Petrovgradski | 1938./39. | RSK Borac     | Petrovgrad |
| Niški         | 1938./39. | SK Car Lazar  | Kruševac   |
| Cetinjski     | 1938./39. | PPSK Balšić   | Podgorica  |
| Kragujevački  | 1938./39. | Radnički SK   | Kragujevac |
| Banjalučki    | 1938./39. | ŠK Krajišnik  | Banja Luka |

## Kvalifikacije
Hrvatski predstavnici (HŠK Concordia i JRSK Split) napustili su ove kvalifikacije.

### 1. grupa
U prvoj grupi kvalifikacija trebali su igrati prvaci Zagrebačkog, Ljubljanskog, Splitskog, Osječkog, Banjalučkog, Sarajevskog i Cetinjskog podsaveza 1938./39.
| Prva momčad                                                                   | Ukupno  | Druga momčad         | 1. utakmica  | 2. utakmica  |
| 1. kolo                                                                       | 1. kolo | 1. kolo              | 4. 6. 1939.  | 11. 6. 1939. |
| ----------------------------------------------------------------------------- | ------- | -------------------- | ------------ | ------------ |
| SSK Maribor                                                                   | 2:8     | BATA Borovo          | 2:5          | 0:3 pf       |
| Velež Mostar                                                                  | 2:6     | Krajišnik Banja Luka | 0:2          | 2:4          |
| U prvom kolu trebali su igrati Concordia i Split, ali su bojkotirali JNS      |         |                      |              |              |
| 2. kolo                                                                       | 2. kolo | 2. kolo              | 18. 6. 1939. | 25. 6. 1939. |
| BATA Borovo                                                                   | 5:4     | Balšić Podgorica     | 3:3          | 2:1          |
| Krajišnik je slobodan jer nema protivnika zbog povlačenja Concordije i Splita |         |                      |              |              |
| 3. kolo                                                                       | 3. kolo | 3. kolo              | 2. 7. 1939.  | 9. 7. 1939.  |
| BATA Borovo                                                                   | 4:1     | Krajišnik Banja Luka | 3:0          | 1:1          |

### 2. grupa
U drugoj grupi kvalifikacija igrali su prvaci Beogradskog, Subotičkog, Novosadskog, Petrovgradskog, Kragujevačkog, Niškog i Skopskog podsaveza 1938./39.
| Prva momčad        | Ukupno  | Druga momčad        | 1. utakmica  | 2. utakmica  |
| 1. kolo            | 1. kolo | 1. kolo             | 4. 6. 1939.  | 11. 6. 1939. |
| ------------------ | ------- | ------------------- | ------------ | ------------ |
| Čukarički Beograd  | 3:6     | Borac Petrovgrad    | 2:2          | 1:5          |
| ŽAK Subotica       | 3:2     | Radnički Kragujevac | 2:0          | 1:2          |
| Car Lazar Kruševac | 1:3     | Vojvodina Novi Sad  | 1:1          | 0:2          |
| 2. kolo            | 2. kolo | 2. kolo             | 18. 6. 1939. | 25. 6. 1939. |
| Borac Petrovgrad   | 2:6     | SSK Skoplje         | 2:0          | 0:6          |
| ŽAK Subotica       | 3:4     | Vojvodina Novi Sad  | 1:1          | 2:3          |
| 3. kolo            | 3. kolo | 3. kolo             | 2. 7. 1939.  | 9. 7. 1939.  |
| SSK Skoplje        | 3:6     | Vojvodina Novi Sad  | 2:2          | 1:4          |

## Promjena natjecateljskog sustava
Kraljevina Jugoslavija dobila je novi državni ustroj 26. kolovoza 1939. Tada su se Savska, Primorska te dijelovi Vrbaske i Drinske banovine ujedinili u Hrvatsku banovinu. Zbog novonastalih okolnosti Državna liga je u prvoj fazi podijeljena u dvije skupine, srpsku (10 klubova) i hrvatsko-slovensku, a završnica se sastojala od lige sa šest momčadi.

### Srpska liga
Formirana je Srpska liga s 10 klubova. Sedam od deset klubova (BSK, Jugoslavija, BASK, Jedinstvo Beograd, Slavija Sarajevo, Građanski Skoplje i Zemun) prethodne se sezone natjecalo u Državnom prvenstvu. Dva kluba bili su pobjednici kvalifikacijskih grupa (BATA Borovo i Vojvodina Novi Sad).

Posljednji klub određen je dodatnim kvalifikacijama.

#### Dodatne kvalifikacije
| Prva momčad          | Ukupno  | Druga momčad | 1. utakmica  | 2. utakmica  |
| 1. kolo              | 1. kolo | 1. kolo      | 23. 7. 1939. | 30. 7. 1939. |
| -------------------- | ------- | ------------ | ------------ | ------------ |
| Balšić Podgorica     | 3:1     | SSK Skoplje  | 1:0          | 2:1          |
| Krajišnik Banja Luka | 3:5     | ŽAK Subotica | 3:1          | 0:4          |
| 2. kolo              | 2. kolo | 2. kolo      | 6. 8. 1939.  | 13. 8. 1939. |
| Balšić Podgorica     | 2:6     | ŽAK Subotica | 1:1          | 1:5          |

### Hrvatsko-slovenska liga
Ligu su činili Građanski, HAŠK, Concordia, Hajduk, RSK Split, Slavija Osijek, SAŠK, Bačka Subotica, Ljubljana i Slavija Varaždin koja je kao posljednjeplasirana momčad državnog prvenstva 1938./39. igrala kvalifikacije s Bjelovarom, pobjednikom pokrajinskog prvenstva Zagrebačkog podsaveza.
| Prva momčad      | Ukupno | Druga momčad  | 1. utakmica 13. 8. 1939. | 2. utakmica 20. 8. 1939. |
| ---------------- | ------ | ------------- | ------------------------ | ------------------------ |
| Slavija Varaždin | 8:3    | BGŠK Bjelovar | 5:1                      | 3:2                      |

## Vanjske poveznice
- exyufudbal: Državno prvenstvo 1939./40.
- exyufudbal: Podsavezna prvenstva: 1938./39.
- exyufudbal: Kvalifikacije: 1939.
- claudionicoletti: KINGDOM OF YUGOSLAVIA 1931-1940
- fsgzrenjanin: SISTEM TAKMIČENJA U KRALJEVINI JUGOSLAVIJI